# Karl Compton
Karl Taylor Compton (Wooster, 14 settembre 1897 – New York, 22 giugno 1954) è stato un fisico statunitense.

## Biografia
Nel 1945 era presidente del Massachusetts Institute of Technology e fu chiamato dal presidente Harry S. Truman a far parte del comitato consuntivo presieduto dal Segretario alla Guerra Henry L. Stimson, dove tra gli altri vi erano Vannevar Bush e James Bryant Conant, che doveva decidere le modalità di utilizzo della bomba atomica. Il 1º giugno 1945 all'unanimità raccomandarono di utilizzarla contro il Giappone senza preavviso e puntando al massimo effetto distruttivo.
A Karl Taylor Compton, insieme a suo fratello Arthur Holly Compton, la UAI ha intitolato il cratere lunare Compton